# Michail Leonidowitsch Slonimski
Michail Leonidowitsch Slonimski (russisch Михаил Леонидович Слонимский; * 20. Julijul. / 1. August 1897greg. in Sankt Petersburg (nach anderen Quellen in Pawlowsk); † 8. Oktober 1972 in Leningrad) war ein sowjetischer Schriftsteller.
Slonimski gehörte zum Kreis der Serapionsbrüder. Er schrieb Erzählungen über den Ersten und Zweiten Weltkrieg, auch Romane, welche die Probleme der Intellektuellen in der nachrevolutionären russischen Gesellschaft zum Thema haben ("Lavrovy", 1926, überarbeitet 1949). Ins Deutsche übersetzt erschien 1949 beim Dietz-Verlag eine Erzählung über Eugen Leviné.
Michail Slonimski war ein Bruder Nicolas Slonimskys. Sein Sohn war der 2020 verstorbene Musiker Sergei Slonimski.